# Manuel Luís dos Santos
Manuel Luís dos Santos, conosciuto come Carriço, (Setúbal, 5 febbraio 1943) è un ex calciatore portoghese, di ruolo difensore.

## Carriera

### Club
Trascorse l'intera carriera giocando nel campionato portoghese.

### Nazionale
Ha collezionato 3 presenze con la propria Nazionale.

## Palmarès

### Club

#### Competizioni nazionali
- Coppa del Portogallo: 2

Vitória Setúbal: 1964-1965, 1966-1967

#### Competizioni internazionali
- Pequeña Copa del Mundo: 1

Vitória Setúbal: 1970